# Grande mosquée de Gaza
La grande mosquée de Gaza (en arabe : جامع غزة الكبير) était une ancienne église du XIIe siècle devenue la plus grande et ancienne mosquée de la bande de Gaza. Elle est en grande partie détruite par un bombardement israélien le 7 décembre 2023 au cours de la guerre à Gaza depuis 2023.

## Histoire

### Église des Templiers
Les Francs ont occupé Gaza en 1150 à une époque où la ville haute était déserte. Faute des moyens de relever l'enceinte urbaine en ruines, ils construisirent un petit château fort sur une partie du site et en confièrent la garde à la milice du Temple, qui conserva la ville jusqu'en 1187, quand elle fut remise à Saladin. C'est donc entre 1150 et 1187 que fut construite l'église qui constitue aujourd'hui le cœur de la grande mosquée de Gaza. Elle se trouve au centre de la ville haute, là même où se croisaient les deux rues principales de Gaza à l'époque byzantine.

C'est une église romane à trois nefs dont les dimensions internes sont de 32 m de long (sans les absides aujourd'hui disparues) et 20 m de large. La nef centrale est large de 8,20 m et les nefs latérales de 5 à 5,15 m. L'ensemble est couvert de voûtes d'arêtes en berceau brisé. Les piliers étaient ornés sur toutes leurs faces visibles de colonnes engagées en marbre à chapiteaux corinthiens, récupérées dans les ruines antiques ou byzantines. Le porche d'entrée au centre de la face ouest était orné de colonnettes de marbre et surmonté d'un oculus encadré de marbre.

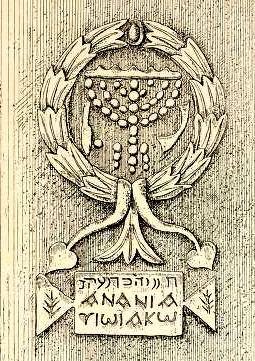
Bas-relief réutilisé (aujourd'hui détruit), trouvé en 1870 sur la grande mosquée anciennement église des Croisés de Gaza, représentant une menorah et indiquant en hébreu et en grec : « A Hanania fils de Jacob » (époque byzantine).

Rien ne permet d'affirmer si cette église a été construite à l'emplacement d'un monument plus ancien, temple, synagogue, église ou mosquée mais laisse à penser qu'il s'agissait d'une synagogue. Les marbres antiques remployés dans la construction peuvent provenir de Gaza aussi bien que de sites voisins. Une colonne de la nef centrale provenait sans doute d'une synagogue monumentale, et portait un bas-relief représentant une menorah (chandelier à sept branches) surmontant une inscription bilingue hébraïque et grecque d'époque byzantine. Une autre colonne de marbre présentait des traces de son utilisation comme margelle de puits. Certains blocs de pierre portent des marques de carriers en forme de A, d'étoiles à huit branches ou de poissons.
On ignore à qui était consacrée cette église. C'était une église paroissiale et non une cathédrale puisque la Gaza des Croisés n'était pas le siège d'un évêché latin.  

### Mosquée mamelouk
Après l'occupation de Gaza par Saladin en 1187 puis une brève réoccupation par Richard Cœur de Lion en 1192-3, l'église fut réaménagée comme mosquée. Les principales transformations intervinrent de 1297 à 1329, en particulier sous le gouverneur bâtisseur Sanjar al-Jawli, comme l'attestent des inscriptions arabes rappelant les travaux entrepris. L'abside centrale fut détruite et on édifia à sa place un minaret. La nef latérale sud fut agrandie vers le sud pour aménager une salle de prière orientée vers la Qibla, la direction de La Mecque. Au nord, fut édifiée une cour entourée de portiques.  
La mosquée, cœur de la cité, fut entretenue et régulièrement restaurée à l'époque ottomane. Le petit mirhab de la salle de prière fut ajouté en 1663 par Musa Pasha, frère et successeur de Hussein Pasha. Même à une époque où Gaza avait beaucoup décliné, en 1788-9, Darwish Hassan Pasha, gouverneur local, fit reconstruire le minaret et rénover le bassin aux ablutions.  

### Grande mosquée auXXesiècle

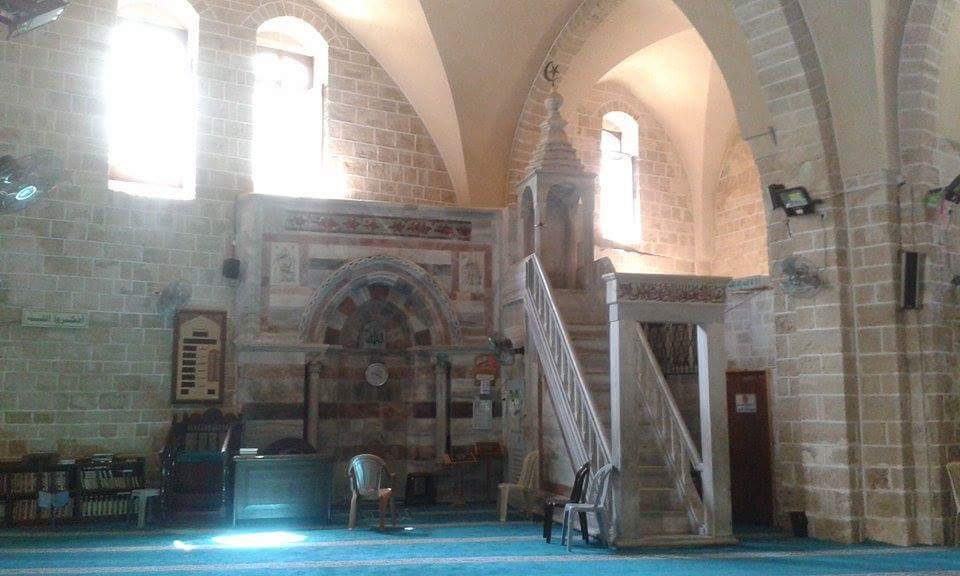
Intérieur de la mosquée en 2017.

La mosquée a beaucoup souffert des combats de la Première Guerre mondiale. Le 17 avril 1917, les Anglais ont bombardé Gaza défendue par des troupes ottomanes et austro-hongroises, et la grande mosquée a été durement touchée. Officiellement, l'armée britannique a prétendu que les Ottomans y avaient entreposé des munitions. Quoi qu'il en soit, le minaret fut totalement détruit et les voûtes des nefs médiévales se sont en partie effondrées.
La restauration de l'édifice fut entreprise par le Supreme Muslim Council de la Palestine mandataire, présidé par le grand mufti de Jérusalem el-Hajj Amin al-Hussayni. Le minaret fut rapidement reconstruit presque à l'identique en 1924 et on en profita pour lui rajouter un étage. 
La mosquée est presque entièrement détruite par un bombardement israélien le 7 décembre 2023 au cours de la guerre à Gaza depuis 2023,.

## Galerie

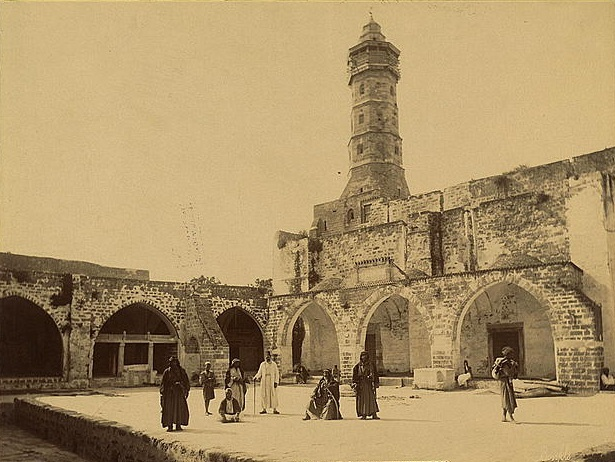
Cour, arcades et minaret, entre 1867 et 1899
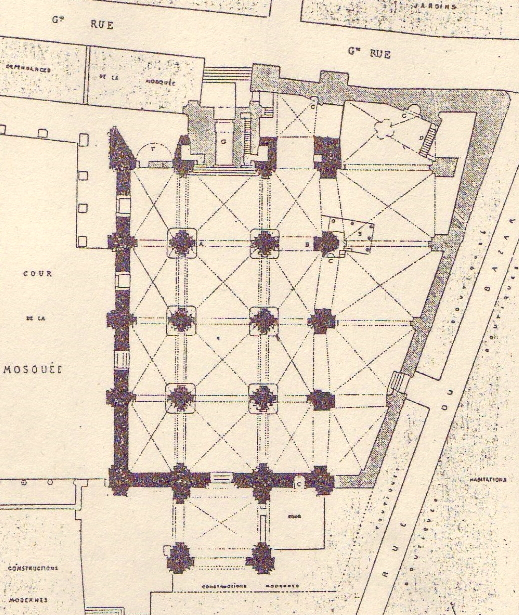
Plan de la mosquée, 1873
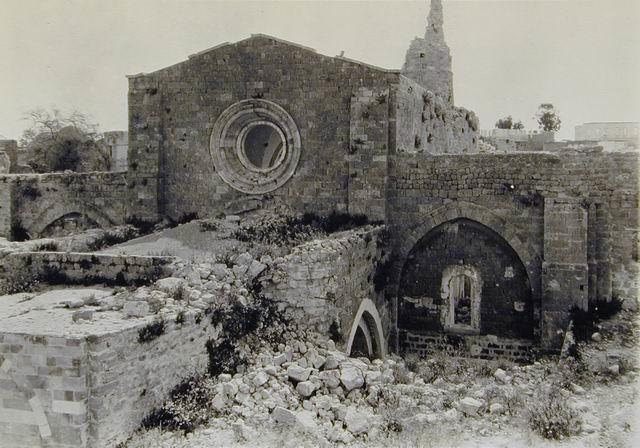
Façade occidentale après les bombardements britanniques en 1917
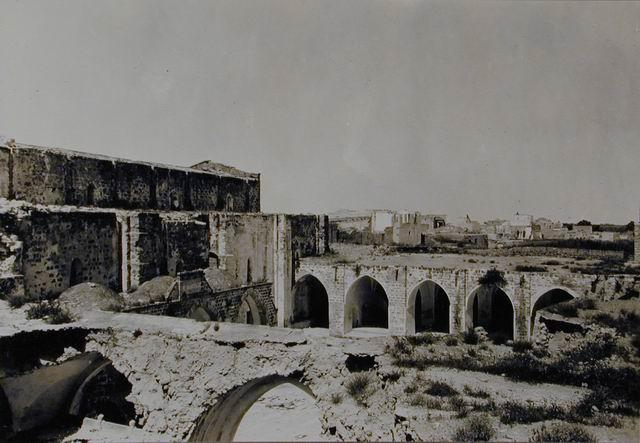
Avant la rénovation de 1926
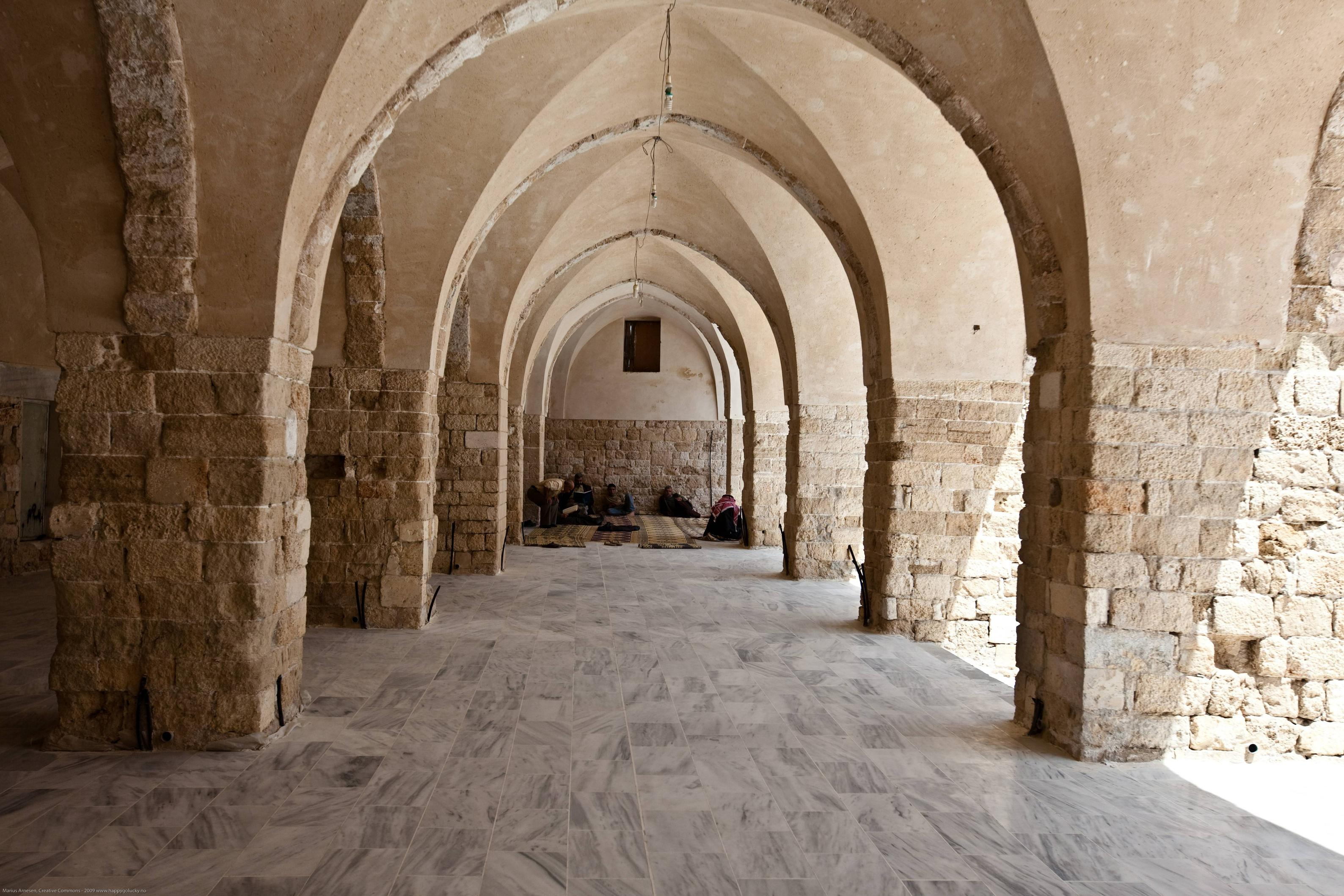
Salle d'arcades, 2009